# Ulpo
Ulpo es el nombre que recibe en Chile una especie de mazamorra hecha con harina de trigo tostado, miel (o azúcar) y agua; hay preparaciones similares con leche o bebidas alcohólicas, principalmente el vino. Fuera de la gastronomía de Chile, esta preparación se consume en Argentina. El ulpo es similar a la mezcla de gofio con leche, presente en las islas Canarias España, y en los diversos países con presencia de inmigrantes canarios. Variantes de esta bebida, incluyendo el Cocho, se sirven en países de América Latina.

## Etimología y nombres
El término "ulpo" procede de la palabra mapuche wilpud, que designa la mezcla de harina tostada con agua fría. Otros nombres son simplemente el del ingrediente principal: "harina tostada", "harinado" o "ñaco". Cuando la mezcla se hace con agua caliente en algunos lugares recibe el nombre de "pavo", "cocho" o "chercán" (del map. chedkan). La mezcla con vino, chicha de uva o chicha de manzana se conoce como "chupilca", "cupilca" o "pihuelo".

## Historia
El uso de harina tostada se remonta al tiempo de los mapuches quienes fabricaban una harina a base de maíz que tostaban para sus preparaciones.[cita requerida] Luego de la llegada del trigo al sur del continente americano, se masificó la elaboración de harina tostada con el trigo, tostándose con fuego y arena. En el año de 1629 el Capitán Francisco Nuñez de Pineda fue capturado por los mapuche y en su libro Cautiverio Feliz escrito en 1670, nombra en varias oportunidades el uso de harina de maíz tostada como alimento para comer o para beber.

Tras esto, para refrescarnos, dimos tras las bolsas y talegas de harina tostada, y en unas guámparas hicimos la bebida acostumbrada entre ellos y aun entre nosotros los soldados muy bien recibida, porque los que tienen comodidad de mezclarla con azúcar, chocolate molido y canela, hacen una bebida bien sazonada, fresca y de mucho sustento, principalmente para estos indios, que para una jornada de quince o veinte días no llevan más sustento que el bolsillo de harina a la gurupa, la cual desleída con agua en sus guámparas les sirve de vianda y de bebida.
 Francisco Núñez de Pineda y Bascuñán, 1670

Hay antecedentes escritos por el Abate Juan Ignacio Molina en su obra Compendio de las Historia Geográfica, Natural y Civil de Reyno de Chile, en 1788, en el cual indica que los indios producían el Ulpo y Chercan en base original de un tipo de maíz llamado Caragua, el cual se tostaba en un baño de arena caliente para producir palomitas de maíz que luego eran molidas y convertidas en harina de maíz.

Una bebida bastante gustosa, y una harina muy útil, acostumbrando antes a molerlo tostarlo en un baño de arena: bien que para esta operación prefieren otra especie de maíz que llaman Caragua, que aunque mucho menor en todas sus partes, se hincha de tal modo en el baño de arena, que adquiere un volumen mucho mayor que los otros, y da una harina mas ligera y mas blanca, que disuelta en agua fresca ó caliente con un poco de azucar, forma las dos bebidas que llaman Ulpo, y Chercan.
 Abate Juan Ignacio Molina, 1788.

El naturalista Claudio Gay, en su obra Historia física y política de Chile también se refiere al hulpo basándose en maíz y su consumo a mediados del siglo XIX.

tostado y reducido en harina se toma en hulpo que es preferido al de trigo ó cebada
Claudio Gay, 1844.

También se refiere en particular la al variedad de maíz llamado Carahue, Curahue o Caragua, con la cual se hacían palomita de maíz y harina blanca de maíz.

Este curahue es una variedad muy estimada, de grano pequeño, pero que en arena caliente ó en el horno reventa mucho y produce una harina muy blanca y muy fina con que se hacen otros muchos guisos, hulpos, chercan
 Claudio Gay, 1844.

## Características
Es un alimento de alto valor calórico y tiene un efecto vasodilatador que aumenta el calor corporal. Puede ser consumido en cualquier comida del día. Comúnmente se consume para reemplazar el pan en los desayunos. Por eso es consumido por mineros, exploradores, arreadores o montañistas que requieren de alimentos nutritivos que no sean perecederos y resulten fáciles de cargar y preparar.

## Preparación
- Depositar en una taza o recipiente, 3 cucharadas de harina tostada y agregar el endulzante elegido.
- Verter agua, leche caliente o agua caliente, vino tinto u otro líquido a elección.
- Batir hasta obtener una mezcla homogénea.

## Cocho

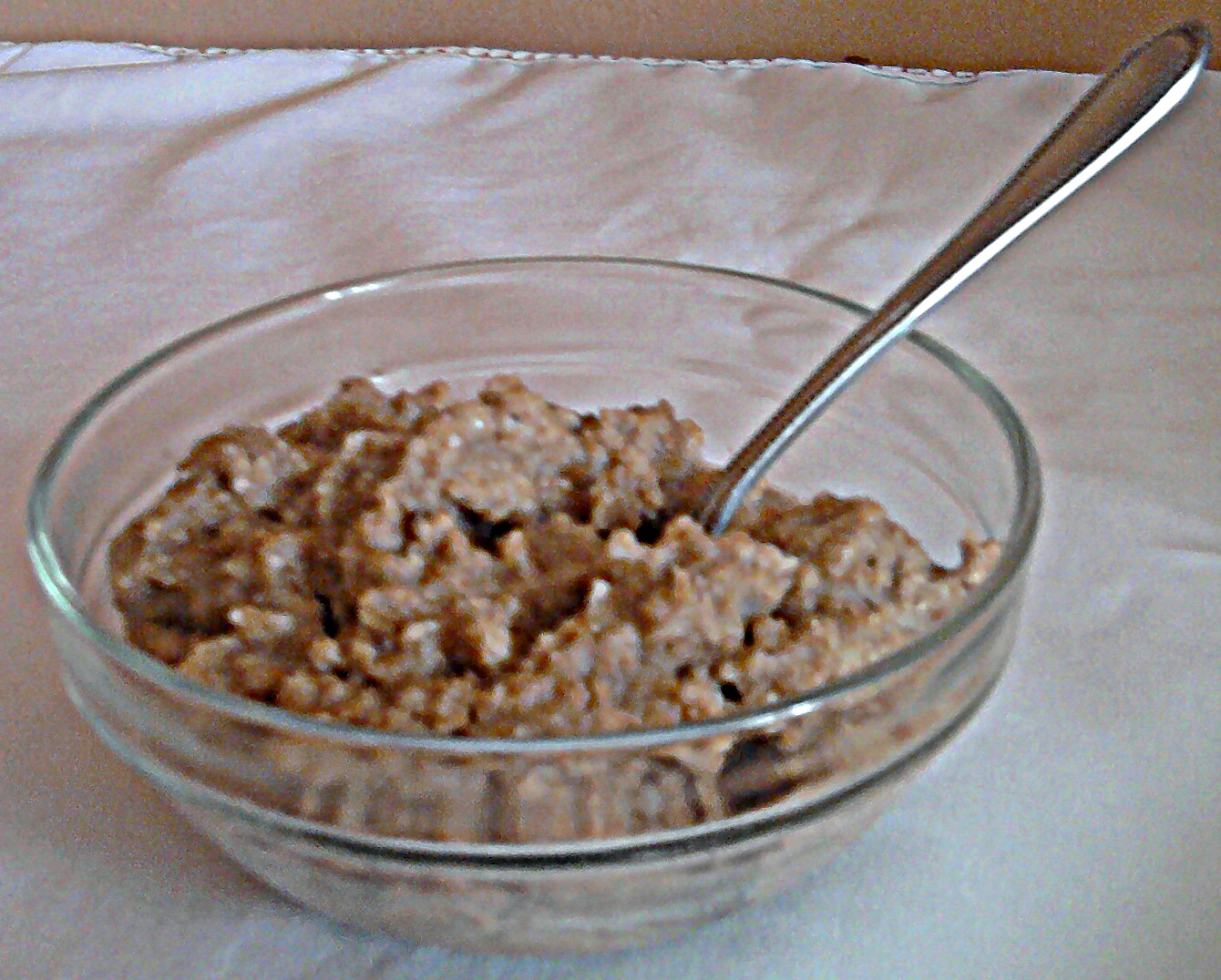
Cocho preparado

Cocho es una bebida realizada a base de harina tostada, agua y azúcar. A diferencia del ulpo, el cocho es preparado como una pasta ligera que se come caliente. En algunos países de Latinoamérica, cocho es utilizado también como sinónimo de harina tostada.
El cocho como bebida caliente fue común entre los mineros y jornaleros durante el siglo XIX y XX, debido a que esta bebida posee las calorías necesarias para un día de trabajo. En el área rural de Chile, el cocho fue muy popular como desayuno de las familias, debido a que no era necesario comer pan con este alimento y la harina tostada puede guardarse por largos periodos.
Actualmente el consumo de harina tostada, y por tanto del cocho, ha disminuido considerablemente. Sin embargo, los médicos aún le recomiendan por su bajo aporte de sodio y su alto contenido de fibras, lo que ayudaría a prevenir enfermedades cardiovasculares.[cita requerida]